# 中牧昭二
中牧 昭二（なかまき しょうじ、1956年3月6日 - ）は、日本の元衆議院議員秘書、元プロレスラー。長野県上田市出身。『さらば桑田真澄、さらばプロ野球』の著者として知られる。

## 経歴
拓殖大学ではアメフト部に所属し、1979年に運動用具メーカーのカドヤスポーツに入社。販売促進課に勤務した。
1990年に出版した『さらば桑田真澄、さらばプロ野球』がベストセラーとなり、1990年の単行本・ノンフィクション部門で年間売上8位を記録した。
後にプロレスラーに転向するためSWSの入団テストを受けたが不合格となり、大仁田厚率いるFMWに入団。
1992年5月31日に、ターザン後藤戦でデビュー。その後はW★ING→IWAジャパン→大日本プロレスとインディー団体を転々とし、画鋲デスマッチ等の流血の多い激しい試合を展開した。
1997年1月4日には、新日本プロレスと大日本プロレスとの対抗戦において大日本の一員として新日本プロレス東京ドーム大会に参戦。ドームの大舞台で蝶野正洋と対戦を実現させ、蝶野がゴング前に中牧を花道で襲撃、当時のメジャー団体のリングでは無縁の有刺鉄線ボードを持ち込む契機を作り、また時間は短いながらも、中牧、蝶野の良さが互いに出た試合となり、ファン、関係者には評価が高かった。
その後、参議院議員になった大仁田の秘書となり、2003年12月22日にレスラーを引退した。
2019年、久しぶりに表舞台に姿を現し、現在は議員秘書を引退して芸能事務所の顧問をしていることを明らかにした。事務所に所属する双子のアイドルユニット「あすきょう」とともにプロレスリングZERO1などのリングにたびたび登場している。
2020年7月、プロレスリングZERO1を運営する株式会社ダイコーZERO1の監査役に就任。

## 入場テーマ曲
- 「Autumn Loads」(トニー・マカパイン)

## 映画出演
- トリック劇場版2（2006年6月10日、東宝） - 闘う中年代議士秘書 役